# Margosari (Limbangan)
Margosari is een bestuurslaag in het regentschap Kendal van de provincie Midden-Java, Indonesië. Margosari telt 2246 inwoners (volkstelling 2010).